# Petropavlivske, Novomîkolaiivka
Petropavlivske (în ucraineană Петропавлівське) este un sat în comuna Novoivankivka din raionul Novomîkolaiivka, regiunea Zaporijjea, Ucraina.

## Demografie
Componența lingvistică a localității Petropavlivske
     Ucraineană (96,91%)
     Rusă (3,09%)
Conform recensământului din 2001, majoritatea populației localității Petropavlivske era vorbitoare de ucraineană (96,91%), existând în minoritate și vorbitori de rusă (3,09%).